# Демшинская волость
Демшинская волость — административно-территориальная единица Усманского уезда Тамбовской губернии с центром в селе Демшинка.

## География
Волость расположена в западной части Усманского уезда. Волостной центр находился в 15 верстах от г. Усмани.

## История
Волость возникла по закону от 7 августа 1797 г. «О разделении казенных селений на волости и о порядке внутреннего их управления». Вводилось волостное правление. Структуру которого составляли: волостной голова, староста (выборный) и один писарь. Кроме того, в каждом селении волости избирался сельский старшина и при каждых десяти дворах десятский.
В ходе реформы Киселёва в волости вводились: исполнительный орган — волостное правление, распорядительный — волостной сход и судебно-апелляционная инстанция — волостная расправа. Были созданы волостные правления для государственных крестьян, подчинявшиеся местным палатам государственных имуществ. Волость вошла в состав Усманского округа.
В 1861 году в ходе крестьянской реформы произошли реорганизация в системе управления. Волостное управление на основании Общего положения о крестьянах 1861 года составили:
1. Волостной сход;
2. Волостной старшина с волостным правлением;
3. Волостной крестьянский суд.

Волостные правления были ликвидированы постановлением Совнаркома РСФСР от 30 декабря 1917 года «Об органах местного самоуправления». Управление волости передавалось волостным съездам советов и волисполкомам.
Постановлением ВЦИК РСФСР от 4 января 1923 г. передана в состав Воронежской губернии.

## Населенные пункты
По состоянию на 1914 год состояла из следующих населенных пунктов:
- с. Демшинское
- с. Куриловка
- д. Чернечек
- с. Московка
- с. Красное
- д. Красный Кудояр
- с-цо Мало-Демшинск[8].

## Приходы
Приход церкви Иоанна Предтечи в Демшинское. Церковь каменная, теплая, построена в 1806 году. Два престола: Иоанна Предтечи и апостолов Пётра и Павла.
Приход церкви Николая Чудотворца в Демшинское. Церковь каменная, теплая, построена на средства дворянина Алексея Андреева и прихожан в 1826 году. Два престола: Николая Чудотворца и Покрова Божий Матери.
Приход церкви Покрова Пресвятой Богородицы в с. Куриловка. Церковь деревянная, холодная, построена на средства помещика Ивана Ярцева. В приходе деревня Красный Кудояр и экономия помещика Николая Ярцева.
Приход церкви Архистратига Михаила в с. Московка. Открыт в 1844 году. Церковь деревянная, холодная, построена в 1908 году. В приходе деревни: Черничек, Екатериновка, Безыменовка, Сухой Двор. Хутора: дворянки Бартеневой, дворянина Котельникова, Н. Нелжинского, П. Нелжинского.
Приход Казанской церкви в с. Красное. Открыт в 1780 году. Церковь каменная, теплая, трапезная построена в 1867 году. Престолов два: главный — Казанский, придельный — Архистратига Михаила. В приходе экономия Уранович.

## Население
В 1890 — 9673 человек.
Основная масса населения — крестьяне бывшие государственные.